# Sparianthina adisi
Sparianthina adisi là một loài nhện trong họ Sparassidae.
Loài này thuộc chi Sparianthina. Sparianthina adisi được miêu tả năm 2009 bởi Peter Jäger, Rheims & Labarque.